# Sinagoga Emanu-El di Birmingham
La sinagoga Emanu-El di Birmingham, inaugurata nel 1914, è una sinagoga monumentale di Birmingham, in Alabama.

## Storia e descrizione
I primi ebrei erano arrivati a Birmingham (Alabama) nel 1873. Varie sinagoghe furono costruite nei decenni successivi. La sinagoga Emanu-El fu inaugurata nel 1914. La sua facciata neoclassica è caratterizzata da un pronao con quattro alte colonne doriche e una cupola centrale schiacciata. Oggi la sinagoga  è tuttora il centro di una attiva congregazione ebraica.